# Stemmatophalera curvilinea
Stemmatophalera curvilinea is een vlinder uit de familie van de tandvlinders (Notodontidae). De wetenschappelijke naam van deze soort werd in 1907 als Hyperaeschra curvilinea gepubliceerd door Charles Swinhoe. De soort is de typesoort van het geslacht Acrasiella Kiriakoff, 1963, waarvan de naam inmiddels wordt opgevat als een synoniem van Stemmatophalera Aurivillius, 1910.
De soort komt voor in tropisch Afrika.